# スワラ・プロ
株式会社スワラ・プロは、アニメーション・映画・ドラマなどの音響効果制作および音響制作および選曲を主な事業内容とする日本の企業。

## 概要・沿革
1976年（昭和51年）5月4日に石田（イシダ）サウンドプロダクション（現：フィズサウンドクリエイション）に所属していた伊藤克己が設立した。映画やアニメーション・ラジオ・テレビなどを専門とし、選曲のみを担当するスタッフも所属することが特徴である。
また、テレビドラマだけでなくテレビ番組の選曲もしており、シンセサイザーを使用した特撮作品からアニメーション・生音重視の実写など幅広いジャンルを担当する。ポストプロダクションとしてマルチオーディオ用にスリーエススタジオ（Swara Sound Systemsの略）を併設、レンタルも行う。
ほとんどの制作会社で音響効果を実施する。また、ダックスプロダクション・楽音舎・タバック・マジックカプセル・スタジオマウス・HALF H・P STUDIO・グロービジョン・神南スタジオ・ザックプロモーション・マイルストーン音楽出版・グルーヴ・アドエレメント・サウンドチーム・ドンファン・ソニルードなどが音響制作を担当するアニメ作品に数多く参加している。
社名の『スワラ』とは、インドネシア語で『サウンド』という意味である。

## 代表者・役員

### スワラ・プロ
- 代表取締役会長：伊藤克己
- 代表取締役社長：伊藤久美子
- 取締役：和田俊也、鈴木潤一朗

### スリーエス
- 代表取締役会長：伊藤克己
- 代表取締役社長：伊藤久美子
- 取締役：森田祐一
- 顧問：星一郎

### スワラサウンドシステム
- 代表取締役会長：伊藤克己
- 代表取締役社長：伊藤久美子
- 取締役：赤平直樹

## 所属スタッフ

### 効果・選曲
- 伊藤克己（石田（イシダ）サウンドプロダクション → ）※名前を“克巳”と誤表記されたクレジットも存在
- 鈴木潤一朗

### 効果
- 和田俊也
- 古谷友二
- 宅間麻姫
- 八十正太
- 中島勝大
- 中原隆太
- 櫻井陽子
- 明妻恭平
- 佐々木美行
- 静岡佑紀
- 山田百華
- 安保早紀
- 今村健一郎

### 選曲
- 水野さやか
- 芽原万起子

## 元所属スタッフ
- 神保大介（→楽音舎→フリーランス）
- 森川永子（→楽音舎→サウンドガーデン→ちゅらサウンド）
- 小山健二（→テクノサウンド→サウンドボックス）
- 奥田維城（→フリーランス）
- 出雲範子（→フリーランス）
- 川田清貴（→フリーランス）
- 茅原万起子（→フリーランス）
- 今野康之（→音工房ハミングバード設立） ※名前を“康行”と誤表記クレジットされる例も有り。
- 安藤由衣（→音工房ハミングバード）
- 猪俣泰史（→ゼロウェイブ）
- 吉澤美寿恵（→ゼロウェイブ）
- 濱本拓海

## 担当作品

### 所属中

#### 伊藤 克己
- フリテンくん
- おはなちゃん繁昌記 （ANB）
- 宇宙空母ブルーノア （ytv-NNS）
- オーディーン 光子帆船スターライト※柏原満と共同担当
- カリフォルニア・クライシス 追撃の銃火※今野康之と共同担当
- 鬼平犯科帳 （ANB）
- ピンク・レディー物語 栄光の天使たち (12ch)
- きまぐれオレンジ☆ロード （NTV）
- くりいむレモン
- シャム猫 -ファーストミッション-
- 小さなスーパーマン ガンバロン
- アニメ親子劇場（TX）
- プラレス3四郎（TBS）
- トンデラハウスの大冒険（TX）
- サイボーグクロちゃん（TVA-TXN）
- 超獣機神ダンクーガ（TBS）
- トゥインクルハート 銀河系までとどかない※神保大介と共同担当
- 妖怪伝 猫目小僧（12ch）
- 裸の大将放浪記シリーズ（KTV-FNS）
- 熱帯夜（CX）
- 柳生新陰流（TX）
- 星のカービィ（CBC-JNN）※有田利樹と共同担当
- 魔境伝説アクロバンチ（NTV）
- F-ZERO ファルコン伝説（TX）※小林直人と共同担当
- マグネロボ ガ・キーン （NET）
- 燃える!お兄さん （NTV）
- みゆき（CX）
- ウォナビーズ ※須藤輝義と共同担当
- エルフ・17 ※須藤輝義と共同担当
- メガゾーン23シリーズ ※PART IIまでを担当、今野康之と共同担当
- With You 〜みつめていたい〜
- グラビテーション（OVA版）
- 幻夢戦記レダ
- 妖魔
- 天までとどけ（TBS）※須藤輝義と共同担当
- グレンダイザー ゲッターロボG グレートマジンガー 決戦! 大海獣
- GAME KING 高橋名人VS毛利名人 激突!大決戦
- アイ・シティ ※須藤輝義と共同担当
- 軽井沢シンドローム ※今野康之と共同担当
- 那由他 ※今野康之と共同担当
- 街角のメルヘン
- 松本清張特別企画・ガラスの城（TX）
- BIRTH ※今野康之と共同担当
- ウルトラセブン 太陽エネルギー作戦 ※選曲
- ウルトラセブン 地球星人の大地 ※選曲
- Love Letter ※サウンドスーパーバイザー
- ウルトラセブン1999最終章6部作 ※選曲
- ウルトラセブン誕生35周年“EVOLUTION”5部作 ※選曲
- ウルトラゾーン（TVK）
- Dr.スランプ アラレちゃん ほよよ!夢の都メカポリス
- ふたり ※音響効果協力
- ゲバゲバ笑タイム！ ※今野康之と共同担当
- 夏の嵐 ※関根正治と共同担当

#### 有銘 優佳
- ウルトラマンブレーザー（TX）（フォーリー）

#### 今村 健一郎
- 最強タンクの迷宮攻略（ABC-ANN）
- クレバテス-魔獣の王と赤子と屍の勇者-（MX）（フォーリー）

#### 八十 正太
- おおかみこどもの雨と雪（フォーリー）
- トリコ #18～#99（CX）（効果助手）
- LINE TOWN（TX）※和田俊也と共同担当
- 健全ロボ ダイミダラー（UHF）
- ふたりエッチ（2014）
- 暁のヨナ（UHF）（効果助手）
- 聖剣使いの禁呪詠唱（TX）※今野康之と共同担当
- ヒーローバンク（TX）
- モンスター娘のいる日常（UHF）
- ビキニ・ウォリアーズ（UHF）
- それが声優!（UHF）
- 緋弾のアリアAA（UHF）
- 魔法少女なんてもういいですから。シリーズ（UHF）
- 蒼の彼方のフォーリズム（TX）
- だがしかし（TBS）
- あんハピ♪（UHF）
- 初恋モンスター（UHF）
- ツキウタ。 THE ANIMATION（UHF）
- ステラのまほう（UHF）
- ナンバカ（UHF）
- 南鎌倉高校女子自転車部（UHF）
- エルドライブ【ēlDLIVE】（UHF）
- プリパラ（TX）
- 恋愛暴君（TX）
- カブキブ!（TBS）
- sin 七つの大罪（UHF）
- ひとりじめマイヒーロー（UHF）
- セントールの悩み（UHF）
- アイドルタイムプリパラ（TX）
- リルリルフェアリル〜魔法の鏡〜（TX）
- なんでここに先生が!?（UHF）
- ひぐらしのなく頃に業（UHF）
- 精霊幻想記
- SHY（TX）
- 盾の勇者の成り上がり Season 3（AT-X）
- 小市民シリーズ（ANN）
- 杖と剣のウィストリア（TBS）
- 魔王軍最強の魔術師は人間だった（MX）
- かつて魔法少女と悪は敵対していた。（AT-X）
- ダンダダン（MBS-JNN）
- 盾の勇者の成り上がり Season4（AT-X）
- ばっどがーる（MX）
- ぷにるはかわいいスライム（TX）
- カラオケ行こ!（AT-X）

#### 佐々木 美行
- 怪物事変（UHF）（フォーリー）
- 魔都精兵のスレイブ（UHF）（フォーリー）
- 戦国妖狐（UHF）（フォーリー）

#### 中島 勝大
- ソードアート・オンラインシリーズ（UHF）（効果助手）
- 少年ハリウッド -HOLLY STAGE FOR 49-シリーズ（UHF）（効果助手）
- Vassalord.（効果助手）
- ウルトラゾーン（UHF）（効果助手）
- 愛・天地無用!（UHF）※今野康之と共同担当
- みりたり!（UHF）※今野康之と共同担当
- まじっく快斗1412（ytv－NNS）（効果助手）
- レーカン!（TBS）（効果助手）
- 血界戦線（MBS-UHF）（効果助手）
- ワカコ酒（UHF）
- 洲崎西 THE ANIMATION（UHF）
- 学戦都市アスタリスクシリーズ（ABC-UHF）（効果助手）
- ジュエルペット マジカルチェンジ（TX）※第14話から担当
- おじさんとマシュマロ（UHF）（効果助手）
- 霊剣山 星屑たちの宴（UHF）
- ハイスクール・フリート（UHF）※今野康之と共同担当
- スカーレッドライダーゼクス（TX）
- はんだくん（TBS）
- 普通の女子校生が【ろこどる】やってみた。（OVA）（効果助手）※Vol.1のみ担当
- 舟を編む（CX）※今野康之と共同担当
- 霊剣山 叡智への資格（UHF）
- ちるらん にぶんの壱（UHF）
- ツインエンジェルBREAK（UHF）※今野康之と共同担当
- 100%パスカル先生（MBS-JNN）
- 重神機パンドーラ（MX）
- ゲゲゲの鬼太郎（第6期）（CX）
- 遊☆戯☆王SEVENS（TX）※嶋田凌也と共同担当
- ムヒョとロージーの魔法律相談事務所（ANIMAX）※櫻井陽子と共同担当
- ワッチャプリマジ!（TX）
- 吸血鬼すぐ死ぬ（MX）
- 神達に拾われた男（MX）
- リアデイルの大地にて（MX）
- 私の百合はお仕事です！（АТ-Х）
- とあるおっさんのVRMMO活動記（UHF）
- 遊☆戯☆王ゴーラッシュ!!（TX）
- 異修羅（UHF）
- 道産子ギャルはなまらめんこい（TX）
- 真の仲間じゃないと勇者のパーティーを追い出されたので、辺境でスローライフすることにしました（UHF）
- ひみつのアイプリ（TX）
- ATRI-My Dear Moments-（MX）
- Sランクモンスターの《ベヒーモス》だけど、猫と間違われてエルフ娘の騎士として暮らしてます（MX）
- Summer Pockets（MX）

#### 日下 暢
- ゴブリンスレイヤーⅡ（UHF）（フォーリー）
- 魔法科高校の劣等生 第3シーズン（UHF）（フォーリー）

#### 山田 百華
- 勇者、辞めます（UHF）（フォーリー）
- はたらく魔王さま!!（UHF）（フォーリー）

#### 静岡 佑紀
- 月とライカと吸血姫（TX）（フォーリー）
- ウルトラマンブレーザー（TX）（フォーリー）
- ニートくノ一となぜか同棲はじめました（MX）※鈴木潤一朗と共同担当

#### 朝倉 渚
- だんちがい（UHF）（効果助手）
- 笑ゥせぇるすまんNEW（UHF）※今野康之と共同担当
- ゾイドワイルドZERO（TX）※効果助手
- 百千さん家のあやかし王子（UHF）（フォーリー）

#### 中原 隆太
- 美少女戦士セーラームーンCrystal デス・バスターズ編（UHF）（効果助手）
- ONE PIECE 〜ハートオブゴールド〜（CX）（効果助手）
- 侍霊演武:将星乱（UHF）（効果助手）
- バーナード嬢曰く。（UHF）（効果助手）
- 正解するカド（UHF）（効果助手）
- おしりたんてい（NHK）※茅原万起子と共同担当（効果担当のみ）
- デジモンアドベンチャー:（CX）
- シャドウバース（TX）
- デジモンゴーストゲーム（CX）
- であいもん（UHF）
- 逃走中 グレートミッション（CX）
- 戦隊レッド 異世界で冒険者になる（AT-X）

#### 明妻 恭平
- くまクマ熊ベアーぱーんち!（MX）
- 休日のわるものさん（TX）
- VTuberなんだが配信切り忘れたら伝説になってた（MX）
- キミと僕の最後の戦場、あるいは世界が始まる聖戦 Season Ⅱ（AT-X）
- 完璧すぎて可愛げがないと婚約破棄された聖女は隣国に売られる（TX）

#### 水野 さやか
- 聖闘士星矢
- 悪魔くん
- もーれつア太郎
- ビックリマン
- 新ビックリマン
- まじかる☆タルるートくん
- きんぎょ注意報!
- スーパービックリマン
- 美少女戦士セーラームーン
- GS美神 極楽大作戦!!
- 美少女戦士セーラームーン R
- ママレード・ボーイ
- 美少女戦士セーラームーン S
- ご近所物語
- 美少女戦士セーラームーン SuperS
- 花より男子
- 美少女戦士セーラームーン セーラースターズ
- キューティーハニーF
- ウルトラマンティガ
- 夢のクレヨン王国
- アニメ週刊DX!みいファぷー
- 神風怪盗ジャンヌ
- おジャ魔女どれみ（ABC）
- おジャ魔女どれみ♯（ABC）
- も〜っと! おジャ魔女どれみ（ABC）
- おジャ魔女どれみドッカ〜ン!（ABC）
- キン肉マンII世（TX）
- 明日のナージャ（ABC）
- ふたりはプリキュア（ABC）
- ふたりはプリキュアMax Heart（ABC）
- ふたりはプリキュアSplash☆Star（ABC）
- Yes!プリキュア5（ABC）
- Yes!プリキュア5GoGo!（ABC）
- フレッシュプリキュア!（ABC）
- ハートキャッチプリキュア!（ABC）
- スイートプリキュア♪（ABC）
- スマイルプリキュア!（ABC）
- ドキドキ!プリキュア（ABC）
- ハピネスチャージプリキュア!（ABC）
- Go!プリンセスプリキュア（ABC）
- 魔法つかいプリキュア!（ABC）
- キラキラ☆プリキュアアラモード（ABC）
- HUGっと!プリキュア（ABC）
- スター☆トゥインクルプリキュア（ABC）
- ヒーリングっど♥プリキュア（ABC）
- トロピカル〜ジュ!プリキュア（ABC）
- デリシャスパーティ♡プリキュア（ABC）
- ひろがるスカイ!プリキュア（ABC）
- わんだふるぷりきゅあ!（ABC）
- キミとアイドルプリキュア♪（ABC）
- ウルトラマンネクサス
- ウルトラマンマックス
- 金田一少年の事件簿
- 金田一少年の事件簿R
- キボウノチカラ～オトナプリキュア'23～（NHK）※石野貴久と共同担当
- 魔法つかいプリキュア!〜MIRAIDAYS〜（ABC）※石野貴久と共同担当

#### 鈴木 潤一朗
- 直球表題ロボットアニメ
- アウトブレイク・カンパニー（TBS）
- 城下町のダンデライオン（TBS）
- 私がモテてどうすんだ（TBS）
- にゃんこデイズ（UHF）
- タイガーマスクW（EX）（選曲）
- ウルトラマンマックス（CBC-JNN）
- ウルトラマンメビウス（CBC-JNN）
- ウルトラマンオーブ（TX）（選曲）
- ウルトラマンジード（TX）（選曲）
- ウルトラマンR/B（TX）（選曲）
- 帰ってきたアイゼンボーグ（選曲）
- ウルトラマンタイガ（TX）（選曲）
- 犬になったら好きな人に拾われた。（UHF）
- てんぷる（UHF）
- じいさんばあさん若返る（UHF）
- ニートくノ一となぜか同棲はじめました（MX）※静岡佑紀と共同担当
- 想星のアクエリオン Myth of Emotions（MX）
- サラリーマンが異世界に行ったら四天王になった話（MX）

#### 櫻井 陽子
- 新米錬金術師の店舗経営（UHF）
- 冒険者になりたいと都に出て行った娘がSランクになってた（АТ-Х）
- はめつのおうこく（MBS-JNN）
- ビックリメン（UHF）
- ポーション頼みで生き延びます！（ABC-ANN）
- 魔法少女にあこがれて（UHF）
- 最強タンクの迷宮攻略（ABC-ANN）
- 時々ボソッとロシア語でデレる隣のアーリャさん（MX）
- 異世界ゆるり紀行 ～子育てしながら冒険者します～（TX）
- ゴリラの神から加護された令嬢は王立騎士団で可愛がられる（АТ-Х）

#### 安保 早紀
- ビックリメン（UHF）（フォーリー）

### 元所属

#### 今野 康之
- 恐竜大戦争アイゼンボーグ（12CH）
- 恐竜戦隊コセイドン（12CH）
- キリン名曲ロマン劇場（12CH）
- くりいむレモン
- 仮面ライダー(新)（MBS-JNN）
- ぼくら野球探偵団（12CH）
- 仮面ライダースーパー1（MBS-JNN）
- 百獣王ゴライオン（TX）
- 光速電神アルベガス（TX）
- 夢戦士ウイングマン（ANB）
- イーグルサム （TBS）
- 闘将!!拉麵男（NTV）
- DRAGON QUEST -ダイの大冒険-（TBS）
- 天空戦記シュラト 創世への暗闘※第2話以降は庄司雅弘（フィズサウンド）が担当
- 蒼き伝説 シュート!（CX）
- ゲッターロボ號（TSC-TXN）
- 悪魔くん （ANB）
- 足洗邸の住人たち。
- _summer
- フリージング（UHF）
- あにゃまる探偵 キルミンずぅ（TX）
- インタールード
- ウインダリア
- うしおととら
- マスターモスキートン'99（TX）
- E'S OTHERWISE（TX）
- Venus Versus Virus（TBS）※和田俊也と共同担当
- うた∽かた (UHF)
- かしまし 〜ガール・ミーツ・ガール〜（TX）
- ギルステイン
- 鴉 -KARAS-
- カリフォルニア・クライシス 追撃の銃火※伊藤克己と共同担当
- キャッ党忍伝てやんでえ（TX）
- キューティーハニーF（ANB）
- 今日、恋をはじめます
- 恐怖のバイオ人間 最終教師
- 銀牙 -流れ星 銀-（ANB）
- 聖闘士星矢シリーズ（ANB）
- きんぎょ注意報!（ANB）
- 仮面ライダーSD
- GOLDEN BOY さすらいのお勉強野郎
- コロッケ!（TX）
- 真マジンガー 衝撃! Z編（TX）
- 剣勇伝説YAIBA（TX・TVh-TXN）
- 3×3 EYESシリーズ
- 時空転抄ナスカ（TX）
- 新白雪姫伝説プリーティア（WOWOW）
- STRANGE DAWN（WOWOW）
- セイバーマリオネットシリーズ（TX）
- セイント・ビースト〜幾千の昼と夜 編〜
- つよきす Cool×Sweet ※出雲範子と共同担当
- 天使禁猟区
- アーリーレインズ
- アウトランダーズ ※神保大介と共同担当
- エンジェル伝説
- GATCHAMAN
- 負けるな!魔剣道
- 破邪大星ダンガイオー ※第1話担当、神保大介と共同担当
- 湘南純愛組! ※第2巻以降担当
- Crying フリーマン ※第2巻以降担当
- 電影少女 -VIDEO GIRL AI-
- ドラゴンズヘブン
- 軽井沢シンドローム ※伊藤克己と共同担当
- 那由他 ※伊藤克己と共同担当
- ねこひきのオルオラネ
- BIRTH ※伊藤克己と共同担当
- 超神伝説うろつき童子
- 左のオクロック!!
- フォーチュン・クエスト 世にも幸せな冒険者たち
- マップス 伝説のさまよえる星人たち
- To Heart（UHF）
- ToHeart2（UHF）※貝瀬友希と共同担当
- OVA ToHeart2 ※第3話は和田俊也と共同担当
- ToHeart2ad
- ToHeart2 adplus ※第2話担当
- ウルトラセブン1999最終章6部作 ※伊藤克己と共同担当
- ウルトラマンティガ（MBS-JNN）
- ウルトラマンダイナ（MBS-JNN）
- ウルトラマンガイア（MBS-JNN）
- ウルトラマンコスモス（MBS-JNN）
- ウルトラマンマックス（CBC-JNN）
- 夏色の砂時計
- のらみみシリーズ（CBC）
- バーテンダー（アニメ版）
- パンプキン・シザーズ（UHF）
- 秘境探検ファム&イーリー
- ファーストKiss☆物語 〜Kissからはじまる物語〜
- Φなる・あぷろーち（UHF）
- Petshop of Horrors
- べるぜバブ 〜拾った赤ちゃんは大魔王!?〜※赤平直樹と共同担当
- 老人Z
- 爆丸バトルブローラーズ（TX）
- 爆丸 バトルブローラーズ ニューヴェストロイア（TX）※和田俊也と共同担当
- 爆丸 バトルブローラーズ ガンダリアンインベーダーズ（TX）※上野励と共同担当
- 爆丸 バトルブローラーズ メクタニウムサージ（日本未放映）※上野励と共同担当
- 妖逆門（TX）
- おじゃる丸（NHK）※第5シリーズまで
- PIANO
- スレイヤーズぷれみあむ ※和田俊也と共同担当
- スレイヤーズREVOLUTION（TX）
- スレイヤーズEVOLUTION-R（AT-X）※古谷友二と共同担当
- 美少女戦士セーラームーンシリーズ（ANB）
- ファイト一発! 充電ちゃん!!（AT-X）
- フィギュア17 つばさ&ヒカル（AT-X）
- ふしぎ星の☆ふたご姫シリーズ（TX）
- BOYS BE…（WOWOW）
- 僕は妹に恋をする
- ひみつのアッコちゃん（第2期）（CX）
- ガイキング LEGEND OF DAIKU-MARYU（EX）※古谷友二と共同担当
- ネットゴーストPIPOPA（TX）
- LEMON ANGEL PROJECT（UHF）
- クイーンズブレイドシリーズ（AT-X）
- グラール騎士団
- 黒塚 KUROZUKA ※川田清貴と共同担当
- 快盗天使ツインエンジェル〜キュンキュン☆ときめきパラダイス!!〜（UHF）
- ゲゲゲの鬼太郎 第3期・第4期・第5期）（CX）※第6期は中島勝大が担当
- かりあげクン（CX）
- こいこい7（UHF）
- 極上生徒会（TX）
- コンポラキッド（ANB）
- 少女革命ウテナ（TX）
- スカイガールズ（UHF）
- スキップ・ビート!（TX）
- すもももももも 地上最強のヨメ（EX）※出雲範子と共同担当
- スローステップ
- 世紀末オカルト学院（TX）
- ゼロの使い魔シリーズ（UHF）
- そらのおとしものシリーズ（UHF）※上野励と共同担当
- 釣りバカ日誌 （ANB）
- メダロット（TX）※19話までを担当、16話からは川田清貴と共同担当
- テイルズ オブ シンフォニア THE ANIMATION ※テセアラ編以降を担当
- ののちゃん （ANB）
- ないしょのつぼみ
- 人魚の森/人魚の傷
- 百花繚乱 サムライガールズシリーズ（UHF）
- 僕は友達が少ない（TBS）※第10話、第11話担当
- 魔界戦記ディスガイア（UHF）
- マイの魔法と家庭の日（UHF）
- 魔法遣いに大切なこと
- メガゾーン23シリーズ
- 眼鏡なカノジョ
- もーれつア太郎 （ANB）
- アニメ週刊DX!みいファぷー （ANB）
- らいむいろ戦奇譚シリーズ（UHF）
- ラムネ（UHF）
- ラブひな（TX）
- レジェンド・オブ・クリスタニア
- ロードス島戦記-英雄騎士伝-（TX）
- プリティーリズム・オーロラドリーム（TX）※岩谷弘毅と共同担当
- 我が家のお稲荷さま。（UHF）※貝瀬友希と共同担当
- 異国迷路のクロワーゼ The Animation（UHF）
- ゼロの使い魔F (UHF) ※上野励と共同担当
- べるぜバブ（ytv-NNS）※岩谷弘毅と共同担当
- ジャイアントロボ THE ANIMATION -地球が静止する日
- サマーウォーズ
- 万能野菜 ニンニンマン
- ジュノー
- おおかみこどもの雨と雪
- はぐれ勇者の鬼畜美学（UHF）
- ソードアート・オンラインシリーズ（UHF）※第3期は小山恭正が担当
- てーきゅう（UHF）
- ラブライブ!シリーズ（ytv-UHF）
- アラタカンガタリ〜革神語〜（TX）※岩谷弘毅と共同担当
- 銀の匙 Silver Spoonシリーズ（CX）
- 君のいる町（TX）
- ガリレイドンナ（CX）
- フリージング ヴァイブレーション（UHF）※上野励と共同担当
- 世界でいちばん強くなりたい!（UHF）※宅間麻姫と共同担当
- 機巧少女は傷つかない（UHF）
- トリコ（CX）
- ウィザード・バリスターズ 弁魔士セシル（UHF）
- 召しませロードス島戦記 〜それっておいしいの?〜（UHF）
- アオハライド（MBS-UHF）
- 少年ハリウッド -HOLLY STAGE FOR 49-シリーズ（UHF）
- ガイストクラッシャー（TX）※上野励と共同担当
- 愛・天地無用!（UHF）※中島勝大と共同担当
- 暁のヨナ（UHF）
- 新妹魔王の契約者シリーズ（UHF）※上野励と共同担当
- みりたり!（UHF）※中島勝大と共同担当
- まじっく快斗1412（ytv-NNS）
- 聖剣使いの禁呪詠唱（TX）※八十正太と共同担当
- レーカン!（TBS）
- 血界戦線（MBS-UHF）
- GATE 自衛隊 彼の地にて、斯く戦えり（UHF）
- だんちがい（UHF）
- 学戦都市アスタリスクシリーズ（ABC-UHF）
- 不思議なソメラちゃん（UHF）
- おじさんとマシュマロ（UHF）
- 昭和元禄落語心中シリーズ（MBS-JNN）
- ハイスクール・フリート（UHF）※中島勝大と共同担当
- 美少女戦士セーラームーンCrystal デス・バスターズ編（UHF）
- 鬼斬（UHF）
- ONE PIECE 〜ハートオブゴールド〜（CX）
- ラブライブ!サンシャイン!!（UHF）
- orange（ABC-UHF）
- 侍霊演武:将星乱（UHF）
- 終末のイゼッタ（UHF）
- バーナード嬢曰く。（UHF）
- 舟を編む（CX）※中島勝大と共同担当
- 笑ゥせぇるすまんNEW（UHF）※朝倉渚と共同担当
- まけるな!!あくのぐんだん!（UHF）
- ツインエンジェルBREAK（UHF）※中島勝大と共同担当
- 正解するカド（UHF）
- 聖☆おにいさん
- 龍 -RYO-
- Vassalord.
- Love Letter
- 後ろから前から
- 聖闘士星矢 黄金魂 -soul of gold-
- 宝石の国（MBS-UHF）
- インターネットアニメーション 銀河鉄道999
- サザエさん（CX）※途中から、T.E.Oの柏原満と共同担当、2018年からはハミングバードへシフト

#### 安藤 由衣
- GATE 自衛隊 彼の地にて、斯く戦えり（UHF）（フォーリー）
- リルリルフェアリル〜妖精のドア〜（TX）（フォーリー）
- リルリルフェアリル〜魔法の鏡〜（TX）（フォーリー）

#### 奥田 維城
- アニメでじゅげむ
- アニメーション制作進行くろみちゃん
- 浦安鉄筋家族（TBS）
- アニメ週刊DX!みいファぷー（ANB）※今野康之と共同担当
- 神風怪盗ジャンヌ（ANB）
- ギャグマンガ日和シリーズ（UHF）※クレジット表記無し
- 僕等がいた（UHF）※出雲範子と共同担当
- 蟲師（CX）※出雲範子と共同担当
- まかせてイルか!
- カッパの飼い方
- 最終試験くじら
- 少女革命ウテナ アドゥレセンス黙示録
- 十兵衛ちゃん2 -シベリア柳生の逆襲-（TX） ※出雲範子と共同担当
- セイント・ビースト〜聖獣降臨編〜 ※小林直人と共同担当
- セクシーコマンドー外伝 すごいよ!!マサルさん（TBS）
- 超ぽじてぃぶ! ファイターズ（TX）
- デジモンアドベンチャー（CX）
- デジモンアドベンチャー02（CX）
- デジモンテイマーズ（CX）
- デジモンフロンティア（CX）
- 天体戦士サンレッド（UHF）
- ボボボーボ・ボーボボ（EX）
- フルーツバスケット（TX）
- 電光超特急ヒカリアン（TX）
- S・A〜スペシャル・エー〜（UHF）
- レジェンズ 甦る竜王伝説（CX）
- 瀬戸の花嫁（TX）

#### 貝瀬 友希
- ARIA The NATURAL（TX）
- こはるびより
- 我が家のお稲荷さま。（UHF）※今野康之と共同担当
- ToHeart2 ※今野康之と共同担当
- 極上生徒会（TX）（効果助手）
- となグラ!（UHF）
- マージナルプリンス〜月桂樹の王子達〜（UHF）

#### 瀧本 太希
- スキップ・ビート!（TX）（効果助手）
- 真マジンガー 衝撃! Z編（TX）（効果助手）※#14から

#### 浜田 友彦
- 魔女っ子チックル（ANB）

#### 須藤 輝義
- ピンク・レディー物語 栄光の天使たち（12ch）
- アンドロメロス（TBS）
- ウルトラマンキッズのことわざ物語（TBS）
- 天までとどけ（TBS）
- ウルトラマンキッズ 母をたずねて3000万光年（NHK）
- こどものおもちゃ（TX）※11話から51話を担当
- はるちゃん （THK-FNS）
- ウォナビーズ ※伊藤克己と共同担当
- エルフ・17 ※伊藤克己と共同担当
- 人魚の傷 ※今野康之と共同担当
- アイ・シティ ※伊藤克己と共同担当
- ブラックマジック M-66 ※神保大介と共同担当
- BOUNTY DOG/月面のイブ
- TWD EXPRESS ROLLING TAKEOFF ※神保大介と共同担当
- 電光超人グリッドマン（TBS）
- ウルトラセブン 太陽エネルギー作戦（NTV）
- ウルトラセブン 地球星人の大地（NTV）
- ウルトラマンZOFFY ウルトラの戦士VS大怪獣軍団
- 甦れ!ウルトラマン

#### 有田 利樹
- こどものおもちゃ（TX）※52話以降を担当
- ジバクくん（TX）
- 無敵王トライゼノン（TBS）
- 星のカービィ（CBC-JNN）※伊藤克己と共同担当
- オフサイド
- DAN DOH!!（TX）

#### 小林 直人
- 天使のしっぽ Chu!
- セイント・ビースト〜聖獣降臨編〜 ※奥田維城と共同担当
- 下級生2 〜瞳の中の少女たち〜（UHF）
- うえきの法則（TX）
- マシュランボー（ANB）
- F-ZERO ファルコン伝説（TX）※伊藤克己と共同担当
- ウルトラマンコスモス（MBS-JNN）※今野康之と共同担当
- ウルトラマンボーイのウルころ（TX）※小林地香子と共同担当
- オタスケガール
- ウルトラマンネクサス（CBC）

#### 小林 地香子
- ウルトラマンボーイのウルころ（TX）※小林直人と共同担当
- オタスケガール

#### 島田 和行
- 真マジンガー 衝撃! Z編（TX）（効果助手）※#13まで

#### 鶴田 こずえ
- 美少女戦士セーラームーンシリーズ（ANB）※R6話を除くR29話までを今野康之と共同担当
- ひみつのアッコちゃん（第3期）（CX）
- おとぎストーリー 天使のしっぽ

#### 赤平 直樹
- 美少女戦士セーラームーンシリーズ（ANB）※一部の回を今野康之と共同担当
- べるぜバブ 〜拾った赤ちゃんは大魔王!?〜※今野康之と共同担当
- 大図書館の羊飼い（UHF）（フォーリー）

#### 森川 永子
- アヒルのペックルのシンドバッドの冒険
- アヒルのペックルのアラジンと魔法のランプ
- まんがはじめて面白塾（TBS）※選曲
- ウルトラマンキッズ母をたずねて3000万光年（NHK）
- 電光超人グリッドマン（TBS）
- ウルトラマンカンパニー こちらウルカン特捜(騒)隊で～す!
- ゲゲゲの鬼太郎（第4期）（CX）
- 空想科学世界ガリバーボーイ（CX）
- はれときどきぶた（TX）

#### 川田 清貴
- あかね色に染まる坂（UHF）
- あかほり外道アワーらぶげ（UHF）
- あまえないでよっ!!
- AYAKASHI
- Wind -a breath of heart-（TV版）
- 英雄伝説 空の軌跡 THE ANIMATION
- お兄ちゃんのことなんかぜんぜん好きじゃないんだからねっ!!
- おおかみかくし（TBS）
- オーバードライブ -Over Drive-（TX）
- 川の光
- 神無月の巫女（UHF）
- 京四郎と永遠の空（UHF）
- ギルガメッシュ (KTV-FNS)
- Canvas2 〜虹色のスケッチ〜（UHF）
- クイズマジックアカデミー
- くっつきぼし
- 黒塚 KUROZUKA ※今野康之と共同担当
- この醜くも美しい世界
- サイボーグ009 THE CYBORG SOLDIER ※途中から
- GA 芸術科アートデザインクラス
- 十兵衛ちゃん -ラブリー眼帯の秘密-（TX）
- 好きなものは好きだからしょうがない!!（UHF）
- スウィート・ヴァレリアン
- School Days（UHF）
- 07-GHOST （ytv-NNS）
- T.P.さくら 〜タイムパラディンさくら〜
- タユタマ -Kiss on my Deity-（UHF）
- tactics（TX）
- ダイバージェンス・イヴ
- NIGHT HEAD GENESIS
- やさいのようせい N.Y.SALAD
- デュラララ!!(MBS-JNN) ※第6話から担当
- 桃華月憚
- ToHeart2 adnext ※第2話担当
- ToHeart2 ダンジョントラベラーズ
- .hack//Quantum
- ドラゴンクライシス!
- 金色のガッシュベル!!（CX）
- 出ましたっ!パワパフガールズZ（TX）
- 電脳冒険記ウェブダイバー（TX）
- 学園黙示録 HIGHSCHOOL OF THE DEAD（UHF）
- 薄桜鬼シリーズ（UHF）
- パッタ ポッタ モン太（UHF）
- Fate/stay night（UHF）
- プリンセス・プリンセス （EX）
- まぶらほ（UHF）
- まほろまてぃっくシリーズ （BS-i）
- メダロットシリーズ （TX）※無印16話以降を担当、16話から19話は今野康之と共同担当
- メジャー （NHK）
- 劇場版MAJOR メジャー 友情の一球
- ヤミと帽子と本の旅人
- ゆめだまや奇談
- らぶドル 〜Lovely Idol〜（UHF）
- なるたる（TBS）
- 猫神やおよろず（UHF）
- R-15（UHF）
- 真剣で私に恋しなさい!!（UHF）
- ドットハック セカイの向こうに
- こいけん! 〜私たちアニメになっちゃった!〜
- アルカナ・ファミリア -La storia della Arcana Famiglia-（UHF）
- 銀河へキックオフ!!（NHK）
- 生徒会の一存 Lv.2（UHF）
- 閃乱カグラ（UHF）
- プリティーリズム・ディアマイフューチャー（TX）※岩谷弘毅と共同担当
- デート・ア・ライブ（UHF）
- フォトカノ（TBS）
- 惡の華（UHF）※前田大夢と共同担当
- 銀河機攻隊 マジェスティックプリンス（UHF）
- 勇者になれなかった俺はしぶしぶ就職を決意しました。（UHF）
- プリティーリズム・レインボーライブ（TX）※岩谷弘毅と共同担当
- 劇場版 STEINS;GATE 負荷領域のデジャヴ

#### 岩谷 弘毅
- べるぜバブ（ytv-NNS）※今野康之と共同担当
- プリティーリズム・オーロラドリーム（TX）※今野康之と共同担当
- おおかみこどもの雨と雪（効果助手）
- 今日のあすかショー
- プリティーリズム・ディアマイフューチャー（TX）※川田清貴と共同担当
- ラブライブ!シリーズ（ytv-UHF）（効果助手）
- パブー&モジーズ
- アラタカンガタリ〜革神語〜（TX）※今野康之と共同担当
- 銀の匙 Silver Spoonシリーズ（CX）（効果助手）
- てーきゅう 2期（UHF）
- てーきゅう 3期（UHF）
- ガリレイドンナ（CX）（効果助手）
- プリティーリズム・レインボーライブ（TX）※川田清貴と共同担当
- ウィザード・バリスターズ 弁魔士セシル（UHF）（効果助手）
- 普通の女子校生が【ろこどる】やってみた。（TBS）

#### 前田 大夢
- 惡の華（UHF）※川田清貴と共同担当
- トリコ #100～#147（CX）（効果助手）
- 普通の女子校生が【ろこどる】やってみた。（TBS）（効果助手）
- アオハライド（MBS-UHF）（効果助手）

#### 茅原 万起子
- おしりたんてい（NHK）※中原隆太と共同担当（実担当は選曲）

猪俣 泰史
- 月曜日のたわわ
- 下剋上受験（TBS）
- 破獄（TX）
- あいの結婚相談所（EX）
- 先に生まれただけの僕（NTV）
- 美少女戦士セーラームーン (ANB)
- 遊☆戯☆王VRAINS（TX）
- 異種族レビュアーズ

### スワラ・プロ 名義
※ノンクレジットの作品も含む

#### テレビアニメ・OVA
- 合身戦隊メカンダーロボ（12ch)
- 激走!ルーベンカイザー (ANB)
- 日本名作童話シリーズ 赤い鳥のこころ（ANB）
- げらげらブース物語（TX）
- After...
- イケてる2人
- しましまとらのしまじろうシリーズ（TSC-TXN）[注 1]
- なんちゃってバンパイヤン
- しまじろう ヘソカ（TSC-TXN）
- TO-Y（効果協力）
- 孔雀王 鬼還祭
- 私立荒磯高等学校生徒会執行部
- 卒業M〜オレ達のカーニバル〜
- しまじろうのわお!（TSC-TXN）
- キラッとプリ☆チャン（TX）※
- 愛天使伝説ウェディングピーチ （TXN）

#### 特撮・テレビドラマ
- 事件(秘)お料理法（KTV）
- 恐竜探険隊ボーンフリー（12ch）
- 恐竜戦隊コセイドン（12ch）
- 七星闘神ガイファード（TX）

#### その他の作品
- アルベガス(LDゲーム、セガ・エンタープライゼス、1984年)
- 忍者ハヤテ(LDゲーム、タイトー、1984年)
- タイムギャル(LDゲーム、タイトー、1985年)
- サンダーストーム（LDゲーム、データイースト、1984年）
- ブラック・ジャック（バンダイビジュアル、1996年）
- 後ろから前から（日活ロマンポルノ、2010年）
- ゾンミちゃん（Webアニメ、2016年）